# Robert Gabillard
Robert Gabillard, né le 15 mai 1926 à Paris et mort le 2 mars 2012 à Lille, est un chercheur et physicien français, professeur émérite.

## Sa carrière
Après avoir terminé ses études à la Sorbonne et être devenu l'assistant du professeur Pierre Grivet en 1948, il commence une carrière de chercheur au laboratoire de physique de l'École normale supérieure. Il s'intéresse au phénomène récemment découvert de résonance magnétique nucléaire (RMN) et construit le premier spectromètre à avoir fonctionné en France. En 1950, il découvre un phénomène nouveau dont il fait son sujet de thèse de doctorat en 1952. Il utilise un « gradient de champ magnétique » qui permet après une transformée de Fourier de retrouver spatialement la présence d'un atome donné de l'objet étudié. Cette approche fut reprise 20 ans plus tard par Paul Lauterbur, prix Nobel de médecine 2003, pour créer des images du corps humain. La « clé » de l'IRM est donc ce « gradient » qui permet de signer l'origine spatiale des signaux RMN et de construire des images bidimensionnelles.
En 1954, Robert Gabillard rentre comme ingénieur à l'Organisation européenne de recherche nucléaire, le CERN de Genève où il participe jusqu'en 1959 à la construction du synchrotron à protons de 30 Gev, ce qui était à l'époque le plus grand accélérateur de particules du monde, et dont il a construit le système de contrôle de faisceau.
Nommé Professeur en 1959 à la Faculté des Sciences de Lille et Directeur de l'institut Radiotechnique, Robert Gabillard avec ses nouveaux collègues et ses étudiants de l'Université de Lille s'est d'abord intéressé aux recherches sur les diélectriques. Puis après avoir pendant quelques années conduit des recherches sur la Résonance nucléaire dans le champ terrestre, son intérêt a fini par se fixer sur la propagation des ondes radioélectriques à travers le sol et dans les mines. « Ces enseignements ont été concrétisés par la rédaction d’ouvrages qui ont connu un vif succès. Dans le cadre de son enseignement, comme par la suite dans sa recherche, il a su établir des ponts avec le monde extérieur et sortir l’Université de son isolement, important à cette époque. Et c’est tout naturellement avec les Écoles d’ingénieurs lilloises, l’ISEN (Institut supérieur d'électronique du Nord, devenu depuis institut supérieur de l'électronique et du numérique) et l’IDN (Institut industriel du Nord, devenu depuis l’École centrale de Lille) notamment, que des relations de plus en plus étroites se sont nouées, amenant de nombreux étudiants à suivre ses enseignements et à devenir des chercheurs de l’électronique lilloise. »
En 1982 la revue américaine Scientific American cite Robert Gabillard parmi les physiciens ayant découvert le principe du fonctionnement des Scanner à RMN, cet instrument médical qui permet aujourd'hui d'obtenir des images de l'intérieur du corps humain.
À la suite de son décès le 2 mars 2012, la station de métro Cité Scientifique du campus de l'université de Villeneuve-d'Ascq a été rebaptisée de son nom.

## Ses recherches
L'équipe du Professeur Gabillard s'est impliquée dans des travaux de recherches pour la Défense et les Charbonnages de France, pour lesquels elle a développé divers procédés de télécommunication et de télécommande à travers les ouvrages souterrains. Ces mêmes recherches devaient le conduire à s'intéresser aux procédés de prospection pétrolière et minières. Il a travaillé pour l'Institut français du pétrole (IFP) à la mise au point d'une méthode électromagnétique de détection et d'évaluation des dimensions des gisements de pétrole et de gaz qui a été commercialisée, sous le nom de télélog.
Une diversification de ces recherches, entreprise à la demande de Pierre Dumont, préfet du Nord, devait conduire à un procédé de détection des cavités souterraines qui a été mis en œuvre avec succès pour le compte de l'Établissement public d'aménagement de Lille-Est (EPALE). Ce procédé a servi à l'étude d'urbanisme de Villeneuve-d'Ascq. Ayant apprécié cette collaboration avec l'Université de Lille, Jean-Claude Ralite, directeur de l'EPALE, demande en 1970 au Professeur Gabillard de l'aider à concevoir un moyen de transport en commun destiné à relier Villeneuve-d'Ascq à Lille, le VAL, ce qui amène à entreprendre une collaboration "Université/Industrie" qui a été un modèle du genre.
En 1971, il invente un procédé nouveau d'automatisme de la conduite d'un train, que l'EPALE fait breveter, puis Arthur Notebart, président de la Communauté urbaine de Lille, confie aux établissements MATRA la mise en œuvre de ce procédé. Pendant douze ans, le Professeur Gabillard, agissant comme conseiller de la Communauté urbaine, a aidé les ingénieurs de MATRA, conduits par Daniel Ferbeck, à faire évoluer ses idées initiales et à mettre au point le "Villeneuve-d'Ascq-Lille", ensuite renommé métro sans conducteur de Lille, qui est mis en service en 1983. Cette invention lui valut le sobriquet de "Père du Val", en référence au Père Duval, prêtre, jésuite, chanteur-compositeur, et guitariste, qui eut beaucoup de succès dans les années 1950 et 1960.
Le 18 octobre 1985, il a été désigné par le gouvernement, comme expert, pour faire partie du Groupe central d'évaluation des projets Transmanche. Entre 1986 et 1996, Robert Gabillard a été Conseiller scientifique d'Eurotunnel. Pendant cette même période, en collaboration avec MATRA Transport et le soutien de la région Nord-Pas de Calais, est mis au point une série de capteurs originaux (balises) destinée aux métros de nouvelle génération tels que la ligne 14 du métro de Paris.

## Distinctions honorifiques
Les travaux de recherches et les services rendus par le Professeur Gabillard lui ont valu de nombreuses récompenses et distinctions, en particulier :
- en 1963 : Grand prix Emile et Orner Bigo de la Société industrielle du Nord de la France.
- en 1965 : nommé chevalier dans l'Ordre des Palmes Académiques.
- en 1973 : Grand Prix Kuhlmann de la Société des sciences, de l'agriculture et des arts de Lille.
- en 1973 : nommé Officier dans l'Ordre des Palmes Académiques.
- en 1979 : Lauréat du Grand Prix de la Technique de la ville de Paris, remis par Jacques Chirac, alors maire de Paris.
- en 1979 : Médaille d'Or de la Fédération Française de Voile, remise par son Président Raoul Civray.
- en 1981 : Médaille d'Or de la Jeunesse et des Sports, décernée par Edwige Avice, ministre de la Jeunesse et des Sports.
- en 1981 : Nommé Commandeur dans l'Ordre des Palmes Académiques.
- en 1983 : Lauréat du Grand Prix Scientifique de la Ville de Lille, remis par Pierre Mauroy, maire de Lille.
- en 1984 : Nommé "Personnalité de l'année dans les Transports Terrestres"
- en 1984 : Nommé Chevalier dans l'Ordre national de la Légion d'honneur.
- en 1989 : Lauréat du Prix Henry Giffard de l'Académie des Sciences.
- en 1994 : Lauréat du "Trophée Lumière".
- en 1997 : Promu au rang d'Officier dans l'Ordre national de la Légion d'honneur.
- en 2000 : Lauréat du Prix Nessim-Habif de la Société des Ingénieurs Arts & Métiers
- en 2006 : Lauréat de l'Académie des Technologies, remise par son Président François Cuinot.
- en 2009 : Cérémonie en l'honneur du père du VAL[4] organisée par l'Université Lille 1.

## Résumé des activités scientifiques du Professeur Gabillard
De 1949 à 1958 : 40 publications sur la résonance magnétique nucléaire et sur les accélérateurs de particules. 
De 1959 à 1993 : 210 publications sur les sujets suivants :
- Diélectriques
- RMN en champs terrestre
- Prospection pétrolière
- Détection de carrières souterraines
- Télécommunications à travers le sol et dans les ouvrages souterrains
- Métro de Lille
- Sport de la voile
- Sécurité des transports

Depuis 1959 : Robert Gabillard a dirigé les travaux de nombreux chercheurs qui ont préparé des diplômes et des thèses :
- Thèses de Doctorat d'État: 56
- Thèses de Doctorat de 3e cycle : 28
- Thèses de Docteur Ingénieur: 26